# The Frontier Trail
The Frontier Trail (Brasil: Enigmas da Fronteira ) é um filme dos Estados Unidos de 1926, do gênero faroeste, dirigido por Scott R. Dunlap e estrelado por Harry Carey.

## Elenco
- Harry Carey ... Jim Cardigan
- Mabel Julienne Scott ... Dolly Mainard
- Ernest Hilliard ... Capitão Blackwell
- Frank Campeau ... Shad Donlin
- Nelson McDowell ... Pawnee Jake
- Charles Hill Mailes ... Major Mainard (como Charles Mailes)
- Harvey Clark ... Sargento O'Shea
- Aggie Herring - Mrs. O'Shea
- Chief John Big Tree ... Xefe Gray Wolf